# Zenone di Tarso
Zenone di Tarso (in greco antico: Ζήνων ὁ Ταρσεύς?, Zḕnōn ho Tarséus; fl. III-II secolo a.C.) è stato un filosofo stoico proveniente dall'Asia Minore, vissuto tra il III e il II secolo a.C.

## Biografia
Fu discepolo di Crisippo e, alla morte di quest'ultimo, prese il suo posto come scolarca (il quarto) della scuola stoica ad Atene.
Sebbene, secondo Diogene Laerzio, scrisse pochi libri, lasciò comunque un grande numero di discepoli. Da quel poco che conosciamo circa la sua visione filosofica, Zenone era uno stoico ortodosso; nonostante ciò, mise in dubbio la dottrina della conflagrazione cosmica. Questa modifica dottrinale fu abbastanza rilevante per ciò che concerne la teoria fisica degli stoici, secondo i quali l'universo trovava la sua periodica distruzione nel fuoco. Inoltre Diogene lo annovera tra gli stoici che suddividevano l'ambito della filosofia in sei parti: dialettica, retorica, etica, politica, fisica, teologia. Non resta di lui alcun frammento: le testimonianze di Diogene, insieme con le poche altre superstiti, sono raccolte in H. von Arnim, Stoicorum veterum fragmenta, III, Lipsia 1903, p. 209. 
Alla sua morte, gli successe al comando della scuola stoica Diogene di Babilonia.